# トマト交通
株式会社トマト交通（トマトこうつう）は、福岡県福岡市に本社を置くタクシー事業者である。

## 概要
2004年4月27日設立。営業台数10台からスタートし、2016年3月現在、101台となっている。

### 特許
タクシーPOSシステムを分析して顧客の需要状況を把握。2015年5月15日、独自開発による顧客需要予測・タクシーの最適配置システム「ベスト・ワン・ウェイ・システム」で特許を取得した。

### 制服
2015年12月に制服が変更になった。創業時より、ケピ帽を採用している。